# BWF Super Series 2017
Die BWF Super Series 2017 war die elfte Saison der BWF Super Series im Badminton. Zum Abschluss der Saison wurde das BWF Super Series Finale ausgetragen.

## Resultate
| Veranstaltung | Herreneinzel             | Dameneinzel       | Herrendoppel                                   | Damendoppel                             | Mixed                         |
| ------------- | ------------------------ | ----------------- | ---------------------------------------------- | --------------------------------------- | ----------------------------- |
| England       | Lee Chong Wei            | Tai Tzu-ying      | Markus Fernaldi Gideon Kevin Sanjaya Sukamuljo | Chang Ye-na Lee So-hee                  | Lu Kai Huang Yaqiong          |
| Indien        | Viktor Axelsen           | P. V. Sindhu      | Markus Fernaldi Gideon Kevin Sanjaya Sukamuljo | Shiho Tanaka Koharu Yonemoto            | Lu Kai Huang Yaqiong          |
| Malaysia      | Lin Dan                  | Tai Tzu-ying      | Markus Fernaldi Gideon Kevin Sanjaya Sukamuljo | Yuki Fukushima Sayaka Hirota            | Zheng Siwei Chen Qingchen     |
| Singapur      | Sai Praneeth Bhamidipati | Tai Tzu-ying      | Mathias Boe Carsten Mogensen                   | Kamilla Rytter Juhl Christinna Pedersen | Lu Kai Huang Yaqiong          |
| Indonesien    | Srikanth Kidambi         | Sayaka Sato       | Li Junhui Liu Yuchen                           | Chen Qingchen Jia Yifan                 | Tontowi Ahmad Liliyana Natsir |
| Australien    | Srikanth Kidambi         | Nozomi Okuhara    | JapanTakeshi Kamura Keigo Sonoda               | Misaki Matsutomo Ayaka Takahashi        | Zheng Siwei Chen Qingchen     |
| Korea         | Anthony Ginting          | P. V. Sindhu      | Mathias Boe Carsten Mogensen                   | Huang Yaqiong Yu Xiaohan                | Praveen Jordan Debby Susanto  |
| Japan         | Viktor Axelsen           | Carolina Marín    | Markus Fernaldi Gideon Kevin Sanjaya Sukamuljo | Misaki Matsutomo Ayaka Takahashi        | Wang Yilu Huang Dongping      |
| Dänemark      | Srikanth Kidambi         | Ratchanok Intanon | Liu Cheng Zhang Nan                            | Lee So-hee Shin Seung-chan              | Tang Chun Man Tse Ying Suet   |
| Frankreich    | Srikanth Kidambi         | Tai Tzu-ying      | Lee Jhe-huei Lee Yang                          | Greysia Polii Apriyani Rahayu           | Tontowi Ahmad Liliyana Natsir |
| China         | Chen Long                | Akane Yamaguchi   | Markus Fernaldi Gideon Kevin Sanjaya Sukamuljo | Chen Qingchen Jia Yifan                 | Zheng Siwei Huang Yaqiong     |
| Hongkong      | Lee Chong Wei            | Tai Tzu-ying      | Markus Fernaldi Gideon Kevin Sanjaya Sukamuljo | Chen Qingchen Jia Yifan                 | Zheng Siwei Huang Yaqiong     |
| Finale        | Viktor Axelsen           | Akane Yamaguchi   | Markus Fernaldi Gideon Kevin Sanjaya Sukamuljo | Shiho Tanaka Koharu Yonemoto            | Zheng Siwei Chen Qingchen     |